# Walt Disney Studios Motion Pictures
Walt Disney Studios Motion Pictures is een filmdistributiebedrijf dat deel uitmaakt van de The Walt Disney Company. Het is gespecialiseerd in filmdistributie en marketing. Tot 2007 stond deze onderneming bekend als Buena Vista Pictures Distribution.
Walt Disney Studios Motion Pictures distribueert alle films die geproduceerd worden door Walt Disney Studios, waaronder de producties van Walt Disney Pictures, Walt Disney Animation Studios, Pixar, Lucasfilm, Marvel Studios, 20th Century Studios en Searchlight Pictures.

## Geschiedenis
Van 1937 tot 1953 werden Walt Disney-producties gedistribueerd door RKO Radio Pictures. Toen er echter een conflict ontstond over de waarde van de documentaireserie True-Life Adventures, verbrak Walt Disney het contract met RKO. Hierna stichtte hij, samen met zijn broer Roy Oliver Disney, de Buena Vista Film Distribution Company om zelf voor de distributie van de films te zorgen. De allereerste distributie van Buena Vista was de Academy Award-winnende film, The Living Desert. 
De distributie-afdeling werd genoemd naar Buena Vista Street, de straat in Burbank (Californië) waar het hoofdkantoor van het concern ligt. Het oorspronkelijk logo was het kasteel van Doornroosje, wat later ook het logo van Walt Disney Pictures werd.
In 2007 werd de distributie-afdeling omgedoopt tot Walt Disney Studios Motion Pictures.

### Vroegere namen
- Buena Vista Film Distribution Company, Inc. (1953–1960)
- Buena Vista Distribution Company, Inc. (1960–1987)
- Buena Vista Pictures Distribution, Inc. (1987–2007)
- Walt Disney Studios Motion Pictures (2007–heden)

### Nederlandse films gedistribueerd door Buena Vista International/Walt Disney Studios Motion Pictures, Netherlands
- Karakter (1997)
- Serengeti Symphony (1998, onder Walt Disney Pictures)
- De rode zwaan (1999)
- Do Not Disturb (1999)
- Kruimeltje (1999)
- Babs (2000)
- Baby Blue (2001)
- Down (2001)
- Morlang (2001)
- Tom & Thomas (2002)
- Pietje Bell (2002)
- Pietje Bell 2: De Jacht op de Tsarenkroon (2002)
- Johan (2005)
- Blind (2007)
- De Zeven van Daran: De strijd om Pareo Rots (2008)
- SpangaS op Survival (2009, onder Walt Disney Pictures)
- Foeksia de Miniheks (2010, onder Walt Disney Pictures)